# Curtiss 18
 (octobre 2022).
La mise en forme du texte ne suit pas les recommandations de Wikipédia : il faut le « wikifier ».
Les points d'amélioration suivants sont les cas les plus fréquents. Le détail des points à revoir est peut-être précisé sur la page de discussion.
- Les titres sont pré-formatés par le logiciel. Ils ne sont ni en capitales, ni en gras.
- Le texte ne doit pas être écrit en capitales (les noms de famille non plus), ni en gras, ni en italique, ni en « petit »…
- Le gras n'est utilisé que pour surligner le titre de l'article dans l'introduction, une seule fois.
- L'italique est rarement utilisé : mots en langue étrangère, titres d'œuvres, noms de bateaux, etc.
- Les citations ne sont pas en italique mais en corps de texte normal. Elles sont entourées par des guillemets français : « et ».
- Les listes à puces sont à éviter, des paragraphes rédigés étant largement préférés. Les tableaux sont à réserver à la présentation de données structurées (résultats, etc.).
- Les appels de note de bas de page (petits chiffres en exposant, introduits par l'outil «  Source ») sont à placer entre la fin de phrase et le point final[comme ça].
- Les liens internes (vers d'autres articles de Wikipédia) sont à choisir avec parcimonie. Créez des liens vers des articles approfondissant le sujet. Les termes génériques sans rapport avec le sujet sont à éviter, ainsi que les répétitions de liens vers un même terme.
- Les liens externes sont à placer uniquement dans une section « Liens externes », à la fin de l'article. Ces liens sont à choisir avec parcimonie suivant les règles définies. Si un lien sert de source à l'article, son insertion dans le texte est à faire par les notes de bas de page.
- La présentation des références doit suivre les conventions bibliographiques. Il est recommandé d'utiliser les modèles {{Ouvrage}}, {{Chapitre}}, {{Article}}, {{Lien web}} et/ou {{Bibliographie}}. Le mode d'édition visuel peut mettre en forme automatiquement les références.
- Insérer une infobox (cadre d'informations à droite) n'est pas obligatoire pour parachever la mise en page.

Pour une aide détaillée, merci de consulter Aide:Wikification.
Si vous pensez que ces points ont été résolus, vous pouvez retirer ce bandeau et améliorer la mise en forme d'un autre article.
Le Curtiss 18T, officieusement connu sous le nom de Wasp, appelé aussi  « Whistling Benny », et par la marine américaine sous le nom de Kirkham, était un des premiers avions de chasse triplan américain conçu par Curtiss pour la marine américaine.

## Conception et développement
Le Curtiss 18T était destiné à protéger les avions de bombardement au-dessus de la France, et l'une des principales conditions requises pour ce travail était la vitesse. La vitesse n'était pas la seule caractéristique saillante du triplan : un 18T-2 a établi un nouveau record d'altitude en 1919 de 34,610 pieds (10 640 m) . Le fuselage profilé et très « clean » a contribué aux performances de l'avion. La construction de base était basée sur des bandes de placage de bois croisées Haskelite,, formées sur un moule et fixées à la structure interne. La technique était un raffinement de celle utilisée sur les grands hydravions Curtiss.

## Historique opérationnel
Piloté par Roland Rholfs, le 18T a atteint un record du monde de vitesse de 163 mi/h (262 km/h) en août 1918 transportant une charge militaire complète de 1,076 livres (488 kg).
Le modèle 18T-2 était une version améliorée de son prédécesseur, avec 50 chevaux supplémentaires. Les ailes du nouveau modèle ont été balayées vers l'arrière. Il était aussi 5 pieds (150 cm) plus long avec une aile à deux baies de 9 pi (270 cm) plus grande , même si son plafond opérationnel était de 2,000 pi (610 m) inférieur.
Après la Première Guerre mondiale, il a été utilisé comme avion de course : un 18T-2 a failli remporter la Curtiss Marine Trophy Race en 1922 (limitée aux pilotes de l'US Navy), mais le pilote, le lieutenant Lawson H. M. Sanderson (en), a manqué de carburant juste avant la ligne d'arrivée.
Curtiss Engineering a fait suivre le modèle 18T du modèle 18B, officieusement connu sous le nom de « Hornet », construit selon des spécifications par ailleurs similaires.

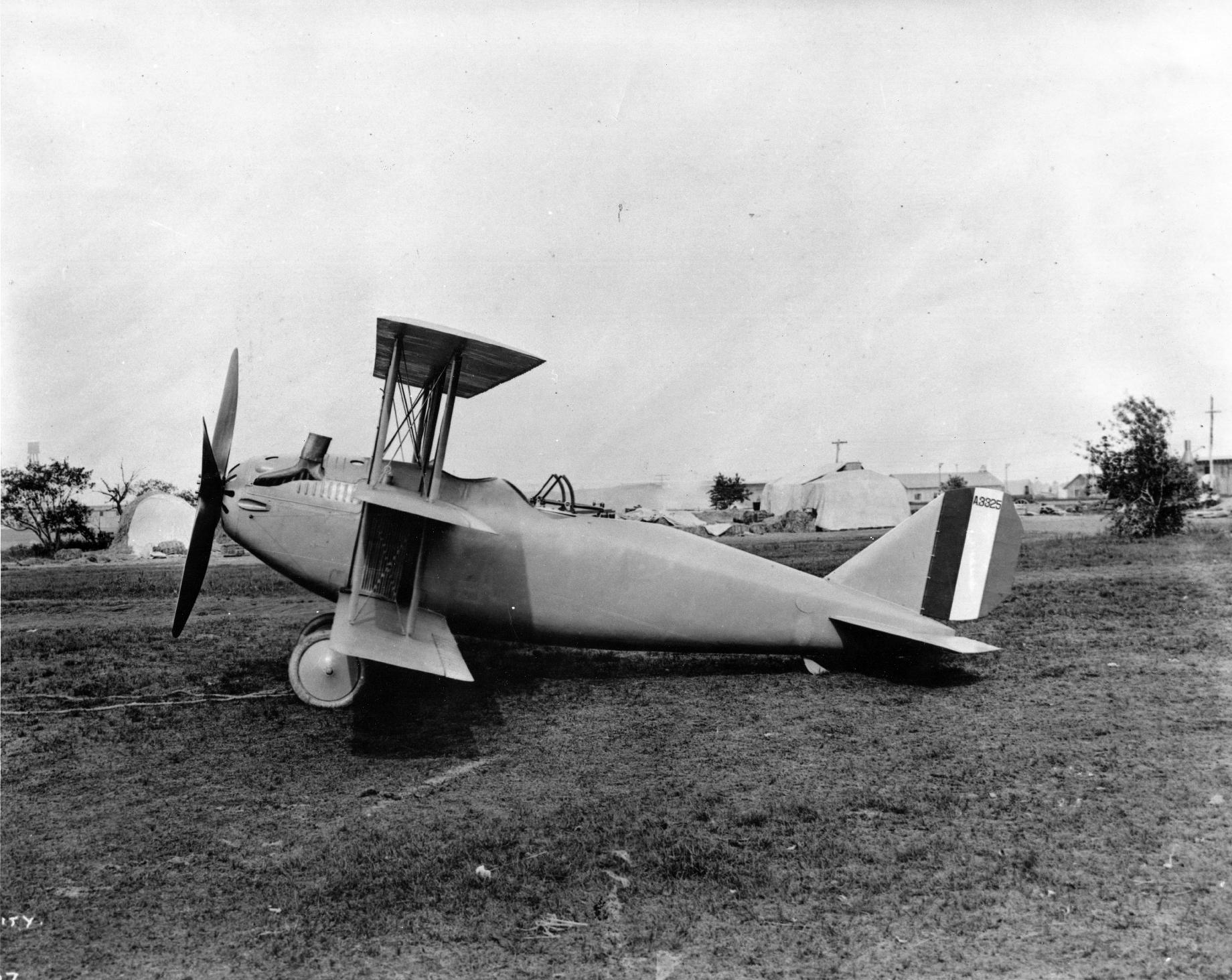
Le 18T-1

## Variantes
Modèle 18T ou 18T-1
Triplan de chasse biplace à ailes à baie unique, propulsé par un 400 ch (300 kW) Moteur à pistons Curtiss K-12 . Désigné par la marine américaine sous le nom de "Kirkham". Initialement désigné 18T, le type a été renommé 18T-1 lorsque le prototype a été modifié en une nouvelle configuration désignée 18T-2 (voir ci-dessous).
Modèle 18T-2
18T avec des ailes à deux baies de plus longue portée. Peut être équipé d'un train d'atterrissage d'hydravion ou d'avion terrestre.
Modèle 18B
Version chasseur biplan, connue officieusement sous le nom de "Hornet". Seul prototype volant de Curtiss 18B, USAAS 40058, 'P-86', s'est écrasé au début des essais en vol à McCook Field, Dayton, Ohio, été 1919. Type non commandé en production. Un prototype non volant a également été livré pour des tests statiques.

## Les opérateurs
États-Unis
- Marine des États-Unis

## Spécifications (guêpe 18T-1)
- Equipage: 2
- Longueur: 7.11 m
- Envergure: 9.75 m
- Hauteur: 3.10 m
- Surface alaire: 26.8 m2
- Profil aérodynamique: Sloane
- Poids à vide: 898 kg
- Gross weight: 1,383 kg
- Motorisation: 1 × Curtiss K-12 V-12 moteur à pistons refroidi par eau, 400 cv (300 kW)
- Hélices: 2-hélice pale à pas fixe

Performance
- Vitesse maximum: 163 mph (262 km/h, 142 kn)
- Endurance: 5 heures 54 minutes
- Plafond pratique: 23,000 pieds (7,000 m)
- Time to altitude: 12,500 pieds (3,800 m) in 10 minutes

Armement
- Guns:
  - Primaire: 2 × tir vers l'avant synchronisé 0.300 in (7.62 mm) Marlin Rockwell M1917/M1918 machine-guns
  - Secondaire: 2 × 0.300 in (7.62 mm) Lewis guns sur un anneau Scarff dans le cockpit arrière plus 1 × Lewis gun tirant à travers une ouverture dans le ventre de l'avion